# Personaggi di Freezing
Lista dei personaggi del manga Freezing.

## Personaggi principali
Kazuya Aoi
Di carattere calmo e gentile, Kazuya giunge all'accademia West Genetics per seguire le orme dell'amata sorella, Kazuha Aoi, Pandora morta eroicamente in una delle prime battaglie contro i Nova.
La prima volta che vede Satellizer, la scambia per la sorella e la intralcia, facendole perdere un combattimento.
Vorrebbe scusarsi e tutti lo sconsigliano, dato il carattere freddo e brutale della Bridget.
Kazuya invece insiste e comincia a scoprire come, dietro una fredda e cinica corazza, in Satellizer ci sia una personalità dolce e affettuosa.
Cerca in tutti i modi di diventare il Limiter della ragazza.
Nonostante sia solo un novizio, possiede un potere notevole: si dimostra capace di attivare i suoi poteri senza l'iniziazione (il processo con cui la Pandora entra in sintonia con il Limiter), può usarli in tutte le direzioni (mentre un Limiter normale solo in avanti) e si dimostra capace di respingere il congelamento provocato da più Limiter normali.
Questo perché nel suo corpo sono presenti i tessuti delle Stigmate, con i quali è nato al pari della sorella.
Satellizer el Bridget
La protagonista della storia.
Ragazza inglese estremamente bella e forte, la migliore del secondo anno dell'accademia, non sopporta di essere toccata, cerca sempre di vincere, ha un carattere ombroso, freddo e solitario, nonché cinico e violento, motivo per cui tutti la evitano e non ha un Limiter.
Avendo 17 anni dovrebbe essere nel terzo anno, ma nell'anno precedente quello attuale Satellizer respinse con estrema violenza la proposta di un Limiter playboy e di ricca famiglia.
Siccome anche Satellizer appartiene ad una ricca e potente famiglia (è figlia di Noelle Alon-Grache, amante del nobile Howard el Bridget), le fu evitata l'espulsione dalle Pandora, ma per punizione dovette ripetere l'anno e fu trasferita dalla East alla West Genetics.
Per il suo comportamento, è stata soprannominata 'la regina intoccabile'.
Si scoprirà in seguito che la fobia di essere toccata ha origine dagli abusi che il fratellastro Louis compì su di lei quando Satellizer andò a vivere con la madre nella villa dei Bridget.
E la promessa fatta alla madre morente di non perdere mai, spiega perché Satellizer cerchi di primeggiare in ogni cosa, mostrando una volontà e una tenacia eccezionali ogni volta che rischia la sconfitta.
Solo Kazuya riuscirà a fare breccia nel cuore della ragazza (diventando l'unico da cui si lascia toccare) e lei stessa non saprà spiegarsi perché si fida di lui.
Nel tempo libero Satellizer colleziona peluche e fa lavori a maglia.
Usa anche gli occhiali (ma non le servono più quando attiva i suoi poteri di Pandora).
Possiede sei Stigmate, che appartenevano a Kazuha Aoi (e questo spiega perché Kazuya l'ha inizialmente scambiata per la sorella e perché riesce a toccarla senza farle ribrezzo) e la sua Arma Volt è una spessa spada. Entrerà a far parte del Team-13 e durante il 12º scontro con i Nova, la ragazza sarà preda di allucinazioni che la porteranno a ferire mortalmente Kazuya. Sconvolta, sarà aiutata dallo spirito di Kazuha che le permetterà di salvare il ragazzo e di ottenere un notevole incremento della sua forza.
Lana Linchen
Giovane allegra e simpatica proveniente dal Tibet, nata con le Stigmate già presenti, viene iscritta alla West Genetics per diventare una Pandora e trovare un Limiter che le faccia anche da anima gemella.
Poco abituata alla vita di città, si innamora di Kazuya e cerca di farlo diventare il suo Limiter, scontrandosi per questo con Satellizer.
Molto portata per il combattimento a mani nude, utilizza come Arma Volt dei guanti con placche in acciaio, che sa sfruttare al massimo grazie a micidiali tecniche di arti marziali. Per via del suo talento, viene assegnata al Team-13 e durante il 12º scontro con i Nova riuscirà ad aumentare di molto la propria forza.
Finisce molte frasi con l'espressione 'de arimasu'.

## Altri personaggi

### Studenti del primo e del secondo anno dell'accademia West Genetics
Ganessa Roland
Studentessa del secondo anno, inglese, è una ragazza molto orgogliosa che cerca sempre di primeggiare, soprattutto contro Satellizer.
È la seconda Pandora più forte del suo anno.
Sconfigge Satellizer quando quest'ultima è intralciata da Kazuya, ma verrà in un secondo tempo sconfitta dalla Bridget, desiderosa di avere una rivincita, grazie anche all'aiuto di Kazuya.
La sua Arma Volt è formata da quattro catene che le escono dalla schiena.
Arthur Crypton
Limiter di Ganessa (della quale è chiaramente innamorato) cerca sempre di essere il migliore negli studi per dimostrarsi all'altezza della sua partner. È buon amico di Kazuya.
Kaho Hiiragi
Anche lei una Pandora, del primo anno, svolge il ruolo di rappresentante della classe di Kazuya e Arthur, dei quali è amica. Le sue armi sono due spade corte.
Audrey Duval
Francese, è la terza Pandora più forte del secondo anno. La sua Arma Volt è un'azza. Nel quinto episodio dell'anime guida l'aggressione a Kazuya come vendetta trasversale contro Satellizer, che aveva sconfitto lei, McKenzie e Takeuchi.
Tris McKenzie
Pandora americana, la quarta più forte del suo anno. Ha un carattere da maschiaccio (come si evince dal suo abbigliamento: lascia sempre scoperta la pancia e indossa pantaloncini e scarpe da ginnastica al posto della gonna e delle scarpe con tacco indossate solitamente dalle Pandora). Le sue armi sono due spade.
Aika Takeuchi
Giapponese, è la quinta Pandora del secondo anno. Conosciuta come la Manipolatrice dell'acqua, ha come arma una catena.

### Studenti del terzo anno dell'accademia West Genetics
Chiffon Fairchild
Ragazza molto socievole e gioviale, canadese, è la presidentessa del consiglio studentesco. Quando si tratta di riportare l'ordine, a prima vista può apparire impacciata e fifona, ma in realtà è la più potente Pandora del terzo anno, soprannominata 'il mostro che sorride' (perché tende a sorridere sempre). Durante la ribellione delle Pandora-E e l'undicesimo scontro con i Nova, si scopre che Chiffon ha la stessa natura di Maria Lancelot, cosa che la rende la Pandora più forte del mondo. L'Arma Volt di Chiffon è un guanto corazzato, inoltre utilizza una tecnica misteriosa chiamata Illusion Turn. Il suo Limiter si chiama Eugene. Si sacrifica per salvare tutte le altre Pandora dall'esplosione della Nova che aveva preso vita da Amelia Evans alla fine del capitolo 91. In seguito si scopre che Chiffon era così forte perché era una delle Pandora Leggendarie e inoltre era molto più anziana di quanto non sembrasse, perché appare in una foto del 2022.
Elizabeth Mably
Inglese, è la seconda Pandora più forte del terzo anno. Ragazza bellissima e molto elegante (nell'anime ha vinto il titolo di Pandora Queen, un vero e proprio concorso di bellezza interno all'accademia) inizialmente appare severa e fredda (è lei che decide di punire Satellizer per aver sconfitto una del terzo anno) ma in seguito si dimostrerà una persona altruista e leale, con un forte senso della giustizia. Elizabeth inoltre possiede un grande carisma da leader, motivo per cui le più forti Pandora dell'accademia (Arnett, Cleo, Ingrid e Attia) la rispettano molto e le ubbidiscono. La sua Arma Volt è composta da due oggetti triangolari a controllo remoto, che possono aprirsi per sparare raffiche d'energia, e il suo Limiter è Andrè. Durante i fatti del progetto Pandora-E, Elizabeth decide di denunciare all'opinione pubblica i metodi disumani usati dai Cavalieri contro quelle ragazze, e Mark Spencer per punirla la farà torturare con l'elettroshock. Quando poi scoppia la ribellione delle Pandora-E, Elizabeth cercherà di aiutarle, finendo per scontrarsi con Charles Bonaparte, e riuscirà a vincerla. Ma dopo l'Alaska Clash decide di ritirarsi perché Andrè a causa sua è rimasto ferito ed ha perso l'uso della vista e lei non vuole un altro limiter. Nel capitolo 92 afferma che la scuola sarà in ottime mani perché ci sarà Tish Phenyl a prendere il suo posto e quello di Chiffon. Comunque tornerà all'accademia durante il 12° combattimento con i Nova, e Tish lascerà a lei il ruolo di presidentessa del consiglio studentesco.
Tish Phenyl
Assistente e amica di Fairchild, proviene dalla Finlandia ed è la terza Pandora più potente del terzo anno. Nonostante appaia fragile e timida, mostra la sua enorme forza quando deve far rispettare gli ordini della presidentessa. La sua Arma Volt è una zanbato e il suo Limiter si chiama Abel. Dopo la morte di Chiffon diventa la nuova presidentessa del consiglio studentesco, cambia pettinatura rendendola uguale a quella dell'amica e di carattere diventa dura ed esigente. Durante il 12º scontro con gli alieni, Tish si troverà in gravi difficoltà e verrà allora aiutata dallo spirito di Chiffon, che le permetterà di raggiungere un nuovo livello di potenza. Tuttavia, visto il ritorno di Elisabeth Mably, cederà a lei il ruolo di presidentessa, ritenendola più adatta come leader.
Arnett McMillan
Di origini svizzere, è la quarta Pandora nella gerarchia del terzo anno. Soprannominata 'Cane pazzo' per il sadismo che mostrava nei combattimenti, dopo la morte di Chiffon combatte contro Tish Phenyl per il ruolo di presidentessa, venendo clamorosamente sconfitta. A seguito di ciò matura molto come carattere, accetta Tish e vuole anche diventare amica con Satellizer. Ma quando quest'ultima si fraporrà tra lei e Charles Bonaparte, che Arnett voleva punire per aver gravemente ferito Attia, la distanza tra le due ragazze si creerà nuovamente. Tuttavia dopo il 12º scontro con i Nova, le due ragazze si riconciliano e Arnett diventa il braccio destro di Elisabeth Mably quando ritorna all'accademia. Come arma Arnett usa una falce e il suo Limiter si chiama Morrison.
Cleo Brand
La quinta Pandora più potente del terzo anno proviene dalla Germania, la sua Arma Volt consiste in un paio di guanti placcati in acciaio, con cui bombarda di colpi devastanti l'avversario. Negli spin-off si scopre che fino al primo anno di accademia Cleo ha sofferto di un ritardo della crescita, quindi se ora è una ragazza alta e formosa, due anni prima invece appariva come una bambina. Il suo Limiter si chiama Goro.
Attia Simmons
La sesta Pandora più forte del suo anno, romena (italiana invece nell'anime), si distingue per la sua capacità di ingannare e manipolare le persone.
Verrà gravemente ferita da Charles Bonaparte, con la quale aveva combattuto per difendere il buon nome di Elisabeth, e questo inimicherà le sue amiche con il Team-13.
L'Arma Volt di Attia è una mazza del tipo stella del mattino mentre il suo Limiter è Mark.
Ingrid Bernstein
La settima tra le Pandora più potenti del terzo anno, tedesca, è chiamata anche la 'guardiana della disciplina'. Tiene molto al rispetto delle regole ed è molto protettiva con i membri del suo anno.
Infatti quando Satellizer sconfiggerà una ragazza del terzo anno, Miyabi Kannazuki, che stava per fare del male a lei e a Kazuya, Ingrid si incaricherà di vendicare la compagna.
Come Arma Volt ha un paio di tonfa.
Leo Bernard
Limiter di Ingrid.
Miyabi Kannazuki
Studentessa del terzo anno, è una seduttrice conosciuta come 'la cacciatrice di Limiter novelli'.
La sua Arma Volt è composta da una serie di pugnali, che può lanciare anche senza bisogno di toccarli.
Miyabi tenta di sedurre Kazuya per farlo entrare nella sua 'collezione' (ha già tre Limiter), scontrandosi però col rifiuto del ragazzo e soprattutto con Satellizer.
Quando quest'ultima sembra poter avere la meglio su Miyabi e la ferisce al volto, la giapponese usa i suoi Limiter per bloccare Satellizer e torturarla. Davanti a quella vista, Kazuya scatena il suo potere congelante, permettendo a Satellizer di riprendersi. Infuriata come non mai, la ragazza massacra di colpi Miyabi, e solo l'intervento di Kazuya le impedisce di uccidere l'avversaria.
La sconfitta di Miyabi spingerà le Pandora più forti del terzo anno a volersi vendicare di Satellizer.

### Altri membri dell'accademia West Genetics
Sorella Margaret
Una suora che svolge il ruolo di preside dell'accademia. Il suo nome completo è Margaret Lindman, e in passato era una Pandora d'élite al servizio degli Chevalier. Margaret era molto apprezzata per le sue capacità di addestramento, ed è pure diventata famosa per essere stata la prima guerriera che ha usato il Pandora Mode in battaglia, nel 2045.
Yumi Kim
Proveniente dalla Corea, è un insegnante di fisica nonché istruttrice di combattimento. Appartiene al gruppo delle Numbers, ovvero le Pandora che vinsero il grande scontro con i Nova avvenuto 4 anni prima gli eventi correnti. Era molto amica di Kazuha, per questo è assai protettiva verso Kazuya.
La sua Arma Volt è una lancia.
Elize Schmitz
Tedesca, è l'addetta all'infermeria. Anche lei è una Number, quindi ha combattuto la grande battaglia di 4 anni prima insieme a Yumi e Kazuha. Ha un carattere più rilassato rispetto alla assai seriosa Yumi. La sua Arma Volt è costituita da un paio di daghe.

### Accademia East Genetics
Cassie Lockheart
Americana, la Pandora più forte del terzo anno della sua accademia, si distingue per la sua incredibile velocità d'attacco e possiede tre delle stigmate appartenute a Kazuha Aoi.
Nonostante il suo potere, Cassie appare indecisa e timida. Questo perché il padre l'ha ossessionata col desiderio di farla diventare la più forte delle Pandora, per motivi di prestigio, impedendole così di avere una vita normale (e di dedicarsi alla sua passione, ovvero scrivere racconti). Quindi la ragazza è totalmente dedita ad uno scopo che in realtà sente estraneo, motivo per cui rifiuta la proposta di entrare nel gruppo dei Cavalieri, l'élite delle Pandora.
Durante l'ultimo attacco dei Nova, è stata assorbita insieme ad altre Pandora da uno di essi e poi controllata a distanza con l'ausilio di una nuova stigmata. Dominata dal nemico, ha assalito la West Genetics ed è stata sconfitta, e risparmiata, da Satellizer dopo un durissimo scontro.
Una volta tornata normale, Cassie deciderà di dare il massimo come Pandora e allo stesso tempo come scrittrice.
Durante la rivolta delle Pandora-E starà dalla loro parte e aiuterà Satellizer nel combattimento contro Julia Munberk prendendo il suo posto e infine pareggiando con la tedesca. In seguito verrà affiliata al Team-13.
La sua Arma Volt è composta da un paio di spade posizionate lungo gli avambracci.
Kyoichi Minase
Studente del secondo anno alla East Genetics e Limiter di Cassie. Kyoichi è molto innamorato della sua partner.
Milena Marius
Studentessa del quarto anno, è la migliore amica di Cassie. Anche lei verrà assorbita e controllata dai Nova. Invaderà la West Genetics arrivando fino alla sala dove è custodito il corpo di Maria Lancelot, ma lì verrà sconfitta da Chiffon Fairchild e Tish Phenyl.
La sua Arma Volt è una trivella.
Alex Browning
Limiter di Milena, è studente del terzo anno alla East Genetics. Ha un carattere assai pratico e ligio al dovere: infatti davanti alla sofferenza di Kyoichi per l'apparente morte di Cassie (assorbita dal Nova) e pur soffrendo anche lui per l'analogo fato di Milena, afferma che devono subito trovare altre Pandora come partner, per poter partecipare di nuovo alla guerra.

### Pandora di altre accademie
Roxanne Elipton
Conosciuta anche come 'L'immortale', l'americana Roxanne è al secondo posto nella classifica delle Pandora, del terzo anno, più forti del mondo. Per questo entrerà a far parte del Team-13. Il suo potere specifico consiste nel saper rigenerare il suo corpo partendo da qualunque parte di esso e la sua arma Volt sono due enormi guanti corazzati, molto simili a quelli di Chiffon Fairchild. Come carattere Roxanne è molto allegra e alla mano. Durante il 12º scontro con i Nova, uno degli alieni (con le fattezze di una splendida ragazza) prenderà il controllo di Roxanne e la farà combattere contro i suoi compagni. Per non fare loro del male, Roxanne si ucciderà facendosi esplodere, ma verrà resuscitata poco dopo da Windy May. Il suo Limiter è un ragazzo cinese, Shi-Jing Hong.
Charles Bonaparte
Francese, è la quarta Pandora più forte del mondo, motivo per cui verrà poi assegnata al Team-13. Ha la capacità di muoversi ad una velocità tale da poter creare almeno dieci copie di se stessa, ed è stata soprannominata Tempesta della Fenice perché col suo attacco bombarda di colpi l'avversario da tutte le direzioni. Charles in origine era una barbona, che Mark Spencer salvò da alcuni teppisti e adottò: per questo la ragazza ama molto il suo patrigno ed ha voluto diventare una Pandora per aiutarlo. Estremamente ligia agli ordini dei superiori, se fatta arrabbiare sa essere molto brutale. Durante la ribellione delle Pandora-E cercherà di fermarle, scontrandosi con Elizabeth Mably che invece le appoggia, e verrà sconfitta dopo una terribile battaglia. Quando entra nel Team-13, Charles non lega con le sue compagne perché le accusa di essere delle traditrici, avendo aiutando le Pandora-E, anche se in seguito legherà molto con Roxanne Elipton. Inoltre prova molto astio verso Elisabeth Mably, motivo per cui, incontrando per caso Attia Simmons, litigherà con lei e la ferirà gravemente. Questa azione le inimicherà Arnett, Cleo e Ingrid. Tuttavia durante i drammatici eventi del 12º scontro con i Nova, Charles comprenderà le azioni di Amelia Evans e di Elisabeth, ammettendo così di essersi sbagliata e chiedendo scusa ad Arnett per quello che aveva fatto ad Attia.
Il Limiter di Charles si chiama Citroen e la sua arma Volt sono due spade corte e spesse.
Julia Munberk
Tedesca, soprannominata Maverick, è la terza Pandora più forte del mondo. Dura, spietata e impassibile, usa come arma una lama sonica capace di colpire in ogni direzione. Durante la ribellione delle Pandora-E dà loro la caccia, venendo contrastata prima da Satellizer el Bridget, e poi da Cassie Lockheart: lo scontro tra le due finirà con un pareggio, giacché entrambe amputeranno un braccio all'altra.
Holly Rose
Pandora inglese, è al primo posto nella gerarchia del terzo anno della UK Genetics. Nonostante appaia fredda e controllata, è intensamente innamorata di Louis el Bridget, suo Limiter, e per questo cercherà di assecondarlo sempre, arrivando a calpestare il proprio orgoglio e facendosi trattare da lui come un oggetto.
Sempre per lui sfiderà Satellizer ad un combattimento mortale, che la vedrà perdere: e davanti agli insulti di Louis, che la considera una nullità, la ragazza preda della disperazione cercherà di suicidarsi insieme a lui. Verranno entrambi salvati da Satellizer e infine si riconcilieranno.
La sua Arma Volt è una spada.
Su-Na Lee
Coreana, è la Pandora più forte al servizio dei Cavalieri, sembra intima di Gengo Aoi (arrivando a fargli da domestica) e diventerà il capo del Team-13.

### Pandora-E
Amelia Evans
Il leader del gruppo, appare come una ragazza forte e coraggiosa, che tiene molto alle sue compagne e si fida della dottoressa Ohara, anche se lei partecipa al progetto delle Pandora-E, con relativi rischi, in cambio della promessa di cure per il suo fratellino disabile. Ma dopo la morte di Gina, i sospetti verso il progetto la porteranno ad organizzare una ribellione per cercare prove da offrire al mondo sulla disumanità con cui i Cavalieri trattano le Pandora-E. Proprio in questa ricerca scopre il vero scopo di Scarlett, ovvero creare dei cloni di Maria Lancelot, e sconvolta dal sapere che lei e le sue amiche si sono sacrificate per una menzogna, in preda al dolore e alla furia si trasforma in un Nova gigantesco e di nuovo tipo, che assorbe i cloni della Lancelot e rischia di trasformare le Pandora più forti in altri Nova, facendo perdere loro il controllo delle proprie Stigmate.
Come Nova, darà vita al undicesimo scontro con gli alieni, e verrà fronteggiata da Chiffon Fairchild, che cerca invano di farla ragionare. Quando poi Amelia decide di autodistruggersi spazzando via tutti quelli che ha intorno, Chiffon si sacrifica assorbendo l'esplosione e facendola tornare normale.
Recuperata viva dai militari, per molto tempo non si è saputo più nulla di lei, ma è tornata sulla scena come guardia del corpo della dottoressa Scarlett Ohara. Qui si scopre che dopo i fatti accaduti in Alaska, Amelia ha acquisito la compatibilità con le Stigmate, diventando una Pandora a tutti gli effetti. In seguito confiderà alla dottoressa che intende impegnarsi al massimo come Pandora per onorare il sacrificio delle proprie compagne, ma svela pure che accudisce Ohara perché vuole farla vivere, e quindi soffrire, il più possibile come punizione per le sue azioni. Nella prima parte della storia, Amelia aveva i capelli grigi a causa di un esperimento fallito con il Mark III, e solo una ciocca sulla fronte aveva conservato il vero colore, ossia il rosso. Dopo l'undicesima battaglia contro i Nova, i suoi capelli hanno ripreso la colorazione originaria.
Gina Papleton
Una ragazza che ha deciso di diventare una Pandora-E in cambio di soldi da mandare alla sua famiglia. Durante la sperimentazione col Mark IV, la medicina che avrebbe dovuto conferire alle Pandora-E la compatibilità con le Stigmate, Gina si trasforma in una Nova Form e viene poi uccisa da Charles Bonaparte, non prima comunque di aver svelato ad Amelia che il Mark IV è una menzogna.
Rattle
Caratterizzata da un appetito enorme, Rattle ha voluto partecipare al progetto delle Pandora-E per sfuggire alla povertà.

### Valkyries
Ouka Honda
A capo del gruppo, cugina di Kazuya, è innamorata di lui e sembra che da bambini i loro genitori avessero concordato di farli sposare.
Ouka solitamente appare seria e impassibile, ma mostra le sue emozioni quando diventa gelosa di Satellizer e Lana, che tenta di allontanare dal cugino.
Lucy Renault
Francese, molto seria e poco loquace, si scoprirà durante il 12º scontro con i Nova che in realtà è una delle Pandora Leggendarie, motivo per cui la sua forza è parecchio superiore a quella delle sue compagne e delle altre Pandora.
Franka Porsche
Tedesca, ha un carattere amichevole e sembra avere interessi scientifici (dato che al loro primo incontro, afferma di voler fare ricerche su Kazuya).
Christine Evora
Inglese, è molto competitiva e tende a guardare le Pandora dall'alto in basso, visto che le considera ormai superate dalle Valkyries, motivo per cui litigherà più volte con Roxanne Elipton.
Tiziana Ferrari
L'italiana del gruppo, è una ragazza molto formosa dal carattere cortese e tranquillo.

### Pandora Leggendarie
Queste ragazze (Cassandra, Windy May, Teslad, Lucy Renault e Chiffon Farchild) sono state create in un misterioso laboratorio 13 da Gengo Aoi unendo il proprio dna a quello di Maria Lancelot (quindi sono figlie di Gengo, sorelle di Ryuichi Aoi -figlio di Gengo- e padre di Kazuha e Kazuya, e zie di questi ultimi) e sono i prototipi delle Pandora.
Poco dopo che furono create, il processo di corrosione si presentò presto e in modo violento, motivo per cui Gengo le pose in animazione sospesa finché non avesse trovato un modo per stabilizzarle (Chiffon e Lucy furono risvegliate molto prima rispetto alle altre tre), attendendo poi il momento opportuno per farle intervenire. L'occasione è il 12º scontro con i Nova, durante il quale le quattro ragazze sconfiggono l'esercito dei Nova umanoidi con una facilità incredibile.
Le Pandora Leggendarie possiedono un corpo composto quasi totalmente da stigmate, per cui hanno una forza eccezionale (almeno cento volte superiore a quella di una Pandora normale) e possiedono la capacità di far rigenerare i tessuti delle persone attorno a loro, riuscendo a guarire ferite gravissime e persino a resuscitare chi è morto da poco.
Cassandra
La più grande delle Pandora Leggendarie, è una ragazza alta e bellissima con lunghi capelli biondi. Per la maggior parte del tempo è fredda, impassibile e di poche parole, ma mostra un atteggiamento affettuoso e quasi materno nei confronti di Kazuya.
La sua arma volt è composta da due grossi fucili che sparano devastanti raffiche al plasma.
Windy May
Ragazza assai allegra e loquace, sorride quasi sempre ed è molto socievole.
La sua arma volt è un enorme martello.
Teslad
Appare sempre seria e non parla mai, limitandosi ad osservare.
La sua arma volt sono due tonfa muniti di lame.

### Busters
Un gruppo di quattro Pandora con un grande talento nel combattere, che tuttavia sono state congedate dal servizio o anche arrestate per aver compiuto diversi crimini. Le Busters vengono reclutate in segreto dai Cavalieri per uccidere Gengo Aoi e coloro che hanno uno stretto legame con lui. La loro missione è stata nominata Cat Killer e l'ha organizzata Raddox Phantomime. Per raggiungere il loro scopo i Cavalieri hanno fornito a queste ragazze dei prototipi delle Stigmate al plasma, assai potenti ma anche pericolosamente instabili.
Petty Liner
Petty fu arrestata e condannata a 210 anni di carcere in Arizona per aver aggredito una Pandora e ucciso il Limiter di quest'ultima. Reclutata dai Cavalieri con la promessa di liberarla, mostra di provare un grande piacere nel massacrare qualcuno. Le sue armi Volt sono placche corazzate posizionate sul dorso delle mani.
Isabella Lucas
Messicana, in principio era un'infermiera e in questo periodo uccise senza esitare 13 neonati. Per nascondere i suoi crimini decise di arruolarsi tra le Pandora, diventando una delle guerriere più potenti dell'organizzazione. Ma quando il suo passato fu scoperto, Isabella venne condannata a 500 anni di carcere. Allora la ragazza scappò in Messico diventando un insegnante di scuola elementare, fino a quando non è stata reclutata dai Cavalieri per l'operazione Cat Killer in cambio dell'annullamento della condanna. Isabella è molto abile a nascondere la sua natura spietata e assassina, riuscendo ad apparire come una persona gentile e premurosa che sorride sempre.
La sua arma volt sono due fucili al plasma.
Jessica Edwin
Prima di essere reclutata dai Cavalieri, Jessica stava scontando una pena di 350 anni nel carcere di New Alcatraz per l'omicidio dei suoi genitori. Come carattere è sempre seria e non parla mai. La sua arma Volt sono una coppia di pugnali.
Isuzu Sawatari
L'unica del gruppo a non essere classificata come criminale, Isuzu in passato era una Pandora tra le più promettenti, e avrebbe potuto essere la più forte dell'organizzazione. Tuttavia i Cavalieri decisero di congedarla in seguito ad alcuni misteriosi 'incidenti' avvenuti intorno a lei (due Pandora morte in strane circostanze dopo che Isuzu aveva sedotto i loro Limiter). Da civile, Isuzu sembra passare il tempo a fare la seduttrice, rubando gli uomini delle altre donne, e anche tra quest'ultime avvengono delle morti, però sempre classificate come incidenti o suicidi. Viene assoldata dai Cavalieri con la promessa di farla combattere contro Su-Na Lee, che Isuzu desidera uccidere perché tra le Pandora era la sua principale rivale. Isuzu, come carattere, è una manipolatrice astuta e sadica, tuttavia è molto brava a recitare la parte della persona indifesa e vittima degli altri. Come arma Volt utilizza una spada con la lama lunga e spessa.

### Altri
Violet el Bridget
Sorellastra maggiore di Satellizer. Quando quest'ultima, nata dall'amante del conte Bridget, si trasferì con la madre nella villa del conte, Violet fu l'unica che la trattò con affetto. E quando scoprì gli abusi compiuti su Satellizer da Louis, decise di far trasferire la sorella in un istituto privato.
Nel tempo presente gestisce un hotel di lusso in Bali. Ed è proprio qui che inviterà Satellizer e Louis nella speranza di farli riconciliare.
Louis el Bridget
Fratello minore di Violet e fratellastro di Satellizer. Louis a prima vista sembra un ragazzo educato e simpatico, ma in realtà possiede un lato oscuro e violento, specialmente contro Satellizer. Infatti sottopose quest'ultima a vari abusi, anche sessuali, trattandola come se fosse una sua bambola, ed è per questo che Satellizer odia essere toccata.
Quando Satellizer lo rincontra, quattro anni dopo l'ultima volta, Louis è diventato Limiter e fidanzato di Holly Rose, la Pandora più forte del terzo anno della UK Genetics. Ma purtroppo non ha perso la sua indole violenta e sadica contro Satellizer.
In seguito si scopre il perché delle sue azioni: le violenze contro Satellizer inizialmente erano dovute all'istigazione della madre, Olivia el Bridget, che la detestava perché simbolo dell'infedeltà del marito; ma in seguito nascono dal fatto che Louis si è follemente innamorato della sorellastra, ma proprio perché tale sa che non potrà mai averla. Quindi le violenze servono a punirla perché 'colpevole' di essere nata come sua sorella e a tenerla lontana dagli altri ragazzi.
A causa del suo amore disperato, Louis non può vedere bene la relazione tra Satellizer e Kazuya e cercherà di separarli. Dopo un lungo e drammatico confronto, su una scogliera, tra lui, la sua fidanzata Holly, Kazuya e Satellizer (al termine del quale Louis rischia anche di morire), alla fine il ragazzo si pente del male fatto, si riconcilia con Satellizer e l'affida a Kazuya.
Marin Maxwell
Vecchia amica di Ingrid, era una studentessa del secondo anno che si sacrificò per permettere a Ingrid e alle Pandora del primo anno di sfuggire ad un improvviso attacco dei Nova. Marin purtroppo non sopravvisse e la sua morte ha fatto nascere in Ingrid l'ossessione per il rispetto delle regole e della gerarchia (giacché gli studenti del primo anno fuggirono davanti al nemico, spingendo così Marin a coprire la loro fuga).
Kazuha Aoi
La Pandora più potente che sia mai esistita. Sorella maggiore di Kazuya, era nata con ben 20 stigmate presenti nel suo corpo. Tuttavia l'energia che emanava quando usava il Pandora Mode era tale da correre il rischio di consumare il suo stesso corpo. Per questo in seguito nelle Pandora verrà inserito solo un limitato numero di stigmate.
È morta nella grande battaglia contro i Nova avvenuta quattro anni prima il tempo presente, dove si è sacrificata per salvare le sue compagne, tra cui Yumi ed Elize.
Delle sue stigmate, sei sono state recuperate e inserite in Satellizer, tre in Cassie.
Mark Spencer
Un'importante autorità dei Cavalieri, appare come un uomo estremamente severo e duro. Il suo fine è salvare l'umanità dai Nova, ma per fare questo ha deciso che il fine giustifica i mezzi, quindi pur di difendere il sistema militare, indispensabile nella lotta contro gli alieni, è pronto alle azioni più crudeli. Ma dopo il fallimento del progetto Pandora-E, verrà usato come capro espiatorio dai Cavalieri e arrestato. È il padre adottivo di Charles Bonaparte, che salvò da alcuni teppisti.
Raddox Phantomime
In precedenza era il capo dei Cavalieri, ma è stato costretto a dimettersi dopo il fallimento del progetto Pandora-E, da lui sostenuto. Raddox considera Gengo Aoi molto pericoloso, per questo i Cavalieri decidono di far organizzare da lui l'operazione Cat Killer, mirante ad eliminare lo scienziato e quelli a lui collegati. Raddox recluta le Busters e si dimostra assai determinato e spietato nel suo compito, infatti concede alle assassine la licenza di uccidere chiunque si frapponga tra loro e gli obiettivi, ed ignora gli avvertimenti dei suoi scienziati sull'instabilità delle Stigmate al plasma inserite nelle quattro ragazze.
Gengo Aoi
Nonno di Kazuha e Kazuya, è il capo scienziato dei Cavalieri, nonché il maggior conoscitore al mondo dei Nova, delle Pandora e dei Limiter. Gengo rispetta molto la memoria di Maria Lancelot, che ritiene un dono dal cielo, motivo per cui non approva il tentativo di Scarlett Ohara di creare dei cloni di Maria, vedendolo come un pericoloso giocare a fare il dio. A livello politico ha il suo principale alleato in Howard el Bridget, mentre non è ben visto da Kazuya, che lo accusa di aver provocato la morte della sorella rendendola una Pandora.
Dopo il fallimento del progetto Pandora-E, vede con soddisfazione che al suo posto viene approvato il progetto Valkyries, che Gengo ha sempre ritenuto più affidabile delle Pandora. Una volta che i Cavalieri scoprono l'esistenza della Pandora Leggendarie (create da Gengo unendo il suo dna con quello di Maria Lancelot, di cui l'uomo era pure innamorato) Gengo progetta di creare una nuova organizzazione indipendente dai Cavalieri. Ma questi ultimi tramano contro di lui e organizzano l'operazione Cat Killer per ucciderlo, perché temono che voglia usurpare la loro autorità. In quanto a motivazioni, Gengo vuole davvero salvare l'umanità, ma per farlo non esita a manipolare le persone, compresi i familiari (e lui pure soffre per le proprie azioni).
Howard el Bridget
Capo della famiglia Bridget, è uno degli uomini più potenti del mondo e membro di spicco dei Cavalieri. È il padre di Satellizer, Louis e Violet, verso i quali è molto protettivo.
Olivia el Bridget
Moglie di Howard, madre di Louis e Violet, e matrigna di Satellizer.
Scarlett Ohara
Brillante scienziata, in passato collaborava con Gengo Aoi, che stimava profondamente, ma fu da lui cacciata quando decise di creare cloni di Maria Lancelot per usarli nella guerra, cosa a cui invece Aoi era contrario perché troppo pericoloso. Scarlett, desiderosa di rivalsa su Gengo, proseguì da sola i suoi studi, creando il progetto Pandora-E per nascondere il suo vero scopo.
Ohara non è una persona malvagia, ma pur soffrendo lei stessa per il dolore causato agli altri dalle sue azioni, è pronta a tutto pur di dimostrare a Gengo che l'idea dei cloni è la migliore.
Durante l'undicesimo scontro con i Nova, in fondo originatosi a causa delle sue macchinazioni, rimane schiacciata sotto delle macerie, sopravvive ma perde le gambe. In seguito viene convocata da Gengo alla West Genetics perché vuole che lavori alle nuove Stigmate al plasma da inserire nelle Valkyries. Inizialmente Ohara non vuole saperne, ma quando Gengo, con l'aiuto di Maria Lancelot, le mostra la verità sui Nova, la dottoressa comprende le azioni dell'uomo e decide di aiutarlo.
Maria Lancelot
Un essere misterioso, è considerata 'la madre di tutte le Pandora' perché le Stigmate derivano dalle sue cellule, ed è stata anche la prima Pandora della storia. Maria apparve all'improvviso davanti ad un giovane Gengo Aoi, svelandogli i segreti dei Nova e la minaccia che avrebbero costituito in futuro per l'umanità. 
Il corpo di Maria è conservato in una vasca nei sotterranei della West Genetics e sembra essere l'obiettivo (o comunque uno degli obiettivi) dei Nova. Per molto tempo si è pensato che il suo corpo fosse solo un cadavere, ma Gengo ha mostrato a Scarlett Ohara come Maria sia invece viva e cosciente, ed è pure in grado di comunicare con gli altri tramite visioni telepatiche.